# Joan Babot i Xaus
Joan Babot i Xaus (Sant Joan Despí, 19 de setembre de 1918 - Barcelona, 16 de març de 1997) fou un futbolista català de la dècada de 1940.

## Trajectòria
Després d'iniciar-se al club de la seva ciutat natal, Sant Joan Despí, jugà amb el FC Barcelona durant els anys de la Guerra Civil. Fou un dels jugadors que realitzà la gira per Amèrica, on jugà 14 partits per Mèxic i els Estats Units. Acabada la gira, Babot fou un dels pocs futbolistes que retornaren a casa. Durant aquests anys guanyà la lliga Mediterrània, la lliga Catalana i el Campionat de Catalunya. Entre 1940 i 1942 jugà a l'AD Ferroviaria de Madrid, a Segona Divisió. L'any 1942 tornà a Catalunya per jugar al Gimnàstic de Tarragona, on en sis temporades passà de la Quarta Categoria, fins a la primera divisió, arribant a ser capità de l'equip. La temporada 1947-48 jugà amb el Nàstic un total de 25 partits Primera en els quals va fer un gol. El gener de 1948 guanyà al Nuevo Chamartín (avui Bernabéu) per 1 a 3, en la primera derrota de l'equip blanc al seu nou estadi.
A continuació jugà al Reial Valladolid, un total de 3 temporades en les quals jugà 77 partits a Primera. El 4 de juny de 1950 reforçà l'Atlètic de Madrid en un partit del Trofeu Teresa Herrera. El febrer de 1951 fou convocat per la selecció espanyola però no debutà amb l'equip. El 1951, amb quasi 34 anys, fitxà pel RCD Espanyol, però no gaudí de molts minuts, amb només 3 partits de lliga jugats i un gol marcat. Abans de finalitzar la temporada fou cedit a la UE Sant Andreu, on coincidí amb altres espanyolistes com Antoni Cruellas i David Casamitjana. Es retirà definitivament l'any 1953. Jugà un partit amb la selecció catalana de futbol l'any 1948.
A Sant Joan Despí, avui dia se celebra un torneig de futbol que duu el seu nom.

## Palmarès
- Lliga Mediterrània de Futbol:
  - 1936-37
- Campionat de Catalunya de futbol:
  - 1937-38
- Lliga Catalana de Futbol:
  - 1937-38